# 로런스 오츠
로런스 에드워드 그레이스 오츠(영어: Lawrence Edward Grace Oates, 1880년 3월 17일 ~ 1912년 3월 17일)는 영국의 육군 장교이자 탐험가이다.
원래 기병 장교였는데 1901년 3월, 보어전쟁에서 왼쪽 허벅지에 총알을 맞았고 이로 인해 왼쪽 허벅지가 파열되면서 수술끝에 왼쪽 다리가 오른쪽 다리보다 짧아졌다. 그리고 이것이 원인이 되어 더 이상 달리기를 할 수 없는 몸이 되었고 이로 인해 전투군인으로서는 전역했으며 그 이후 탐험대원으로서 살게 되었다.
1912년 스콧 일행과 함께 남극을 탐험하던 중 동상에 걸리고 자신으로 인해 일행의 전진속도가 느려지는 것을 보고 눈보라 속으로 혼자 들어가 실종되었고, 사망한 것으로 추정된다. 그가 죽었을 때 남겼던 "I am just going outside and may be some time." ("잠시 밖에 좀 나갔다 오겠습니다...조금 오래걸릴지도 모르겠습니다...") 라는 유언은 아직까지도 유명한 유언이다.
스콧 탐험대에서 유일한 개념인으로 설상차가 고장나자 바로 버리자고 주장했고 조랑말도 죽으면 바로 고기를 채취해 식량으로 쓰자고 주장했다. 하지만 이 모든 제안이 로버트 팰컨 스콧 탐험대장에 의해 묵살되면서 스콧 탐험대는 단 한 명도 살아남지 못하고 전원 사망했다. 자신이 자살을 결심한 것 조차 자신으로 인해 이동 속도가 느려진 것을 깨닫고 다른 대원들을 조금이라도 빨리 귀환시키기 위해, 남은 대원들을 살리기 위한 눈물겨운 발악이었다.